# Gymnopus hybridus
Gymnopus hybridus är en svampart som tillhör divisionen basidiesvampar, och som först beskrevs av Robert Kühner och Henri Romagnesi, och fick sitt nu gällande namn av Vladimír Antonín och Machiel Evert ("Chiel") Noordeloos. Gymnopus hybridus ingår i släktet Gymnopus, och familjen Omphalotaceae. Arten har ej påträffats i Sverige.